# Maldanell
Maldanell és un despoblat del municipi de Maldà (Urgell), situat a dos quilòmetres al sud-est de Maldà en un turó rocós que domina les valls dels riu Corb i de la riera de Maldanell de petits boscos d'alzina i pi i que formà part de la baronia de Maldà i Maldanell.
S'han fet excavacions sota la balma gegant i s'hi han trobat restes d'una habitació medieval d'un edifici d'aparences monumentals que fan pensar en una possible cronologia dels segles xiii o xiv. Hi ha restes d'un possible dolmen i unes sepultures excavades a la roca, amb alguns gravats.
Entre els materials trobats hi ha ceràmica neolítica, ibèrica, romana i medieval. Cal pensar que al cim del turó era assentat el castell o torre de guaita de Maldanell, encara que no s'hi veuen vestigis que ho testifiquin.
L'ermita de Sant Joan de Maldanell és una antiga església romànica d'època tardana, d'una sola nau i absis semicircular i banc corregut de pedra pels murs nord i oest. A l'esquerra de l'altar es troba una tomba amb una llosa de coberta decorada amb una creu llatina. Fora del mur septentrional sortí una fossana.
Recentment fou restaurada pels "Amics de Maldà" i amb aportacions dels veïns del poble, l'any 1981 segons projecte de l'arquitecte Daniel Gelabert i Fontova (Belianes, l'Urgell, 1927 - Barcelona, 1 de maig de 2005).
El 24 de juny s'hi fa un aplec en honor del Sant.